# Jean-François Xavier de Ménard
Pour les articles homonymes, voir Ménard.
Cet article concerne le général de l'Empire. Pour l'écrivain, voir Jean-François Ménard.
Jean-François Xavier de Ménard, né à Sumène (Gard) le 9 septembre 1756 et mort à Villiers-le-Bel (Val-d'Oise) le 19 juin 1831, est un général et homme politique français.

## Biographie
Il est élu, du 8 septembre 1791 au 20 septembre 1792, député du Gard à l'Assemblée législative. 
Il entame néanmoins une carrière militaire le 17 janvier 1792. Il est nommé capitaine au 78e régiment d'infanterie à l'armée du Nord. Le 16 juin 1793, il est nommé aide de camp du général Jacques Ollivier Desclozeaux, puis le 24 juillet suivant, commandant temporaire à Angers. Il fait les campagnes de 1793 et 1794 dans l'Ouest. Le 24 juin 1795, il est appelé au commandement de l'Arsenal de Paris. Il est nommé le 24 juillet 1799 chef d'état major provisoire de la 17e division militaire (Paris). Il est promu adjudant-général chef de brigade le 30 juillet 1799. Il fait le début de la campagne d'Italie à partir du 24 septembre suivant jusqu'au 2 janvier 1800, date à laquelle il est nommé à la 17e division militaire commandée par le général Mortier dont il devient aide de camp le 21 novembre suivant. En 1801 il est nommé préfet de la Manche mais refuse le poste.
Il poursuit sa carrière militaire en participant au corps expéditionnaire de la Guadeloupe, en qualité de chef d'état major le 3 mars 1802. Il est promu général de brigade le 9 septembre 1802. Il est employé au camp de Brest le 12 mars 1804. Il reçut la croix de commandeur de la Légion d'honneur le 14 juin 1804. Il est muté en qualité de chef d'état major du 2e corps de réserve de la Grande Armée le 23 septembre 1805.
Il combat en Prusse et en Pologne en 1806 et 1807. Il participe brillamment au siège de Dantzig pendant lequel il est blessé le 26 avril 1807. Il est récompensé pour sa conduite en devenant, après la reddition de la ville commandant de la place de Dantzig jusqu'au 17 mars 1809. Il prend le mois suivant le commandement de la citadelle de Wurtzbourg.
Il est appelé le 22 août 1809 au commandement d'une brigade de la 1re division du 8e corps de l'Armée d'Espagne. Il fait partie ensuite de l'Armée du Portugal le 1er mai 1810, prend part à la bataille de Sobral au cours duquel il est blessé le 12 octobre suivant. Mis en disponibilité le 29 février 1812. Blessé à Leipzig en 1813. Il participe aux Cent-Jours et est mis à la retraite le 4 septembre 1815.
De retour au service actif en 1818, il est promu lieutenant-général le 8 mars 1818.
Il meurt le 19 juin 1831 à Villiers-le-Bel et est enterré au cimetière du Père-Lachaise (28e division).